# Pedro Ruiz
Pedro Ruiz Céspedes (Barcelona, 17 de agosto de 1947) es un presentador de radio y televisión, actor, escritor, cantante y humorista español.

## Radio
Su primera experiencia laboral se produjo con 16 años, cuando se puso a reproducir el aullido de un lobo debido a que el autor que ponía la voz a un personaje que se transformaba en un licántropo en un relato radiofónico se cansó y lo eligió a él para que desempeñase dicho menester. Entró en el cuadro escénico de Radio Nacional de España en Cataluña, en 1967, junto con Constantino Romero. La primera lección que recibieron como actores fue por parte del gran locutor, actor y maestro de actores, Juan Manuel Soriano. Cuando terminó esa primera clase, fueron todos juntos a ver la representación número 100 de La innocència jeu al sofà (la inocencia se sienta en el sofá) de Jaume Picas i Guiu, (Barcelona, 1921-1976), en el Teatro Windsor de Barcelona (ya desaparecido) y salió a cantar durante esta función Joan Manuel Serrat. A partir de ese momento, tanto con Serrat como con Romero, nació una gran amistad. Una amistad que ha durado hasta la muerte de Constantino y con Serrat aún perdura. Su lema, que aprendió de su madre, cuando fue interrogada por un policía franquista es: Yo soy libre porque lo decido yo, no porque lo decida usted. Considera también que las grandes cosas de la vida son gratuitas o imposibles (el amor, la bondad, la inteligencia).

## Televisión
Estudió Derecho y Periodismo, aunque no concluyó ninguna de las dos titulaciones. Debutó en Televisión española en 1972, como primer presentador del programa deportivo Estudio Estadio, al que puso nombre. En 1974, condujo el concurso ¿Le conoce usted? también en TVE.
Después de este período, se alejó durante casi doce años de las pantallas de televisión para volver como actor-humorista con un programa propio llamado Como Pedro por su casa en 1985, que presentó junto a José Luis Coll y Ana Obregón; tras una primera temporada de siete episodios, el formato continuó al año siguiente bajo el título Esta noche, Pedro.
Por entonces, la artista Lola Flores, amiga personal, fue procesada y llevada a juicio acusada de no haber presentado durante varios años seguidos su Declaración de la Renta. Tras una conversación con ella en la que afirmó en tres ocasiones su deseo de suicidarse, Ruiz salió en su defensa y atacó abiertamente al por entonces presidente del Gobierno de España, Felipe González. Al año siguiente Pedro Ruiz fue también perseguido por Hacienda. A pesar de salir airoso del trance fue a la par acusado de un delito de desacato al por entonces secretario de Estado de Hacienda José Borrell, por el que sí fue condenado.
Posteriormente, en 1992 presentó Con ustedes... Pedro Ruiz, esta vez en Antena 3, aunque las bajas audiencias hicieron que la cadena prescindiese de él, algo que llevó al artista a demandar a la cadena, que se vio obligada a indemnizarlo por incumplimiento de contrato. En 1997 regresó a TVE para dirigir y presentar un espacio sobre fútbol llamado El domin... gol, que solo se mantuvo un año en pantalla. Al año siguiente se le asignó la dirección y presentación de un programa de entrevistas en profundidad con un formato de charla titulado La noche abierta en La 2, que se mantuvo seis temporadas en antena. En él se incluía un gazapo pactado que unos estudiantes de Periodismo debían descubrir, recibiendo como premio el poder formularle una pregunta a uno de los invitados de la semana siguiente.
En 2006, Pedro Ruiz emprendió acciones legales contra la productora Globomedia por considerar que lo estaba desprestigiando desde 1998 mediante burlas y desprecios en programas como El informal, Caiga quien Caiga y otros, aunque no trascendieron datos públicamente más allá del acto de conciliación previo al proceso. Un año antes, también afirmó haber sido vetado en TVE, lo que le hizo presentar una queja ante el defensor del pueblo, así como a culpar de su situación a José Miguel Contreras.
En 2007 volvió a la televisión con el programa El siguiente, cuya escasa audiencia hizo que rápidamente fuese retirado. El 4 de julio de 2009, tras un aplazamiento debido al fallecimiento de su madre, fue objeto de la entrevista más larga de la historia (12 horas), en el programa 12 horas sin piedad de Veo7.
En 2010 participó en el programa El Convidat de TV3 que dirigía y presentaba Albert Om En 2023 regresa a Televisión Española para presentar el programa Nada del otro mundo.

## Cine
Participó en las siguientes películas como actor o director:
- El día del presidente (1979),[20] que también dirigió.
- El gran mogollón (1982)[21]
- Moros y cristianos (1987),[22] de Luis García Berlanga, por la que fue nominado a los Premios Goya.[23]
- Proceso a ETA (1989)[24]
- Se7en. Los 7 pecados capitales de provincia (2011)[25]

## Teatro
En 1992 interpretó a Sancho Panza en la obra El viaje infinito de Sancho Panza, de Alfonso Sastre.
Con posterioridad, ha escrito, dirigido y protagonizado la obra Pandilla de mamones, estrenada en Barcelona en 2004, además de otros 16 espectáculos unipersonales. Entre ellos Escándalo en Palacio (2009), en la que junto a la actriz Lidia San José, parodia la relación entre un político mayor y una mujer joven, a la que muchos atribuyen ciertos paralelismos a la situación de Nicolas Sarkozy y Carla Bruni.
En 2013 presentó su última producción teatral No estoy muerto, estoy en el ... (en Madrid se ha llamado en el Callao, en Barcelona en el Apolo, etc.)

## Libros
Autor de varios libros de muy distintas temáticas:
- Historias de un Ruiz-Señor (1978) Ed. Planeta. ISBN 8432041289
- El día del presidente (1978) Ed. Planeta. ISBN 8432041351
- Pienso yo... (1985) Ed. Plza & Janés. ISBN 8401371813
- El estado y la madre que lo parió (1989) Ed. Temas de Hoy. ISBN 9788486675899
- Detrás del monigote (1991)(Paperback) Ed. Plaza & Janés. ISBN 9788401351815
- Don nadie (1992) Ed. Temas de Hoy. ISBN 9788478802203
- Aquí hay mucho cuento (1996) Ed.  Afanias. ISBN 9788492058099
- El cañón del Colorado (1998) Ed. Plaza & Janés. ISBN 9788466652520
- El amor impropio (1999). Ed. Plaza & Janés. ISBN 9788401541087
- La última carta (2000) Ed. Planeta. ISBN 9788408036265
- Mi noche abierta (2003) Ed. Martínez Roca. ISBN 9788427029392
- Ruizcionario (2006) Ed. Ediciones B. ISBN 9788466627375
- Al hijo que no tengo (2010) Ed. Ediciones B. ISBN 9788466644372
- Testamento (2013)[32][33] Ed. Ediciones B. ISBN 9788466652520
- Lo que amo de aquí (2015) Ed. Stella Maris.  ISBN 9788416128761

## Canción
En una faceta más secundaria, Pedro Ruiz también ha desempeñado el papel de compositor y autor de sus propias canciones y de las de otros artistas como Rocío Jurado, aunque normalmente solía desempeñar estos roles en obras de teatro. También grabó algunos discos de estudio como Qué buena estás, Carolina o El Pobre Pérez

## Premios y nominaciones
Premios Goya
| Año  | Categoría                                 | Película           | Resultado |
| ---- | ----------------------------------------- | ------------------ | --------- |
| 1987 | Mejor interpretación masculina de reparto | Moros y cristianos | Nominado  |

Premios TP de Oro
| Año  | Categoría             | Televisión             | Resultado |
| ---- | --------------------- | ---------------------- | --------- |
| 1986 | Presentador           | Esta noche, Pedro      | Nominado  |
| 1985 | Personaje más popular | Como Pedro por su casa | Ganador   |